# Đại học Công nghệ Gdańsk

Trụ sở chính của trường (Website: https://pg.edu.pl/)

Đại học Công nghệ Gdańsk là một cơ sở giáo dục công lập lâu đời của Nhà nước Ba Lan, được thành lập vào băm 1904. Theo công bố của hệ thống Times Higher Education năm 2016, thì trường Đại học Công nghệ Gdańsk được xếp vào hạng 800 trong các trường đại học tốt nhất của Thế giới. Trường có trụ sở tại 11/12, đường Gabriela Narutowicza, thành phố Gdańsk.

## Lịch sử tên gọi của Nhà trường

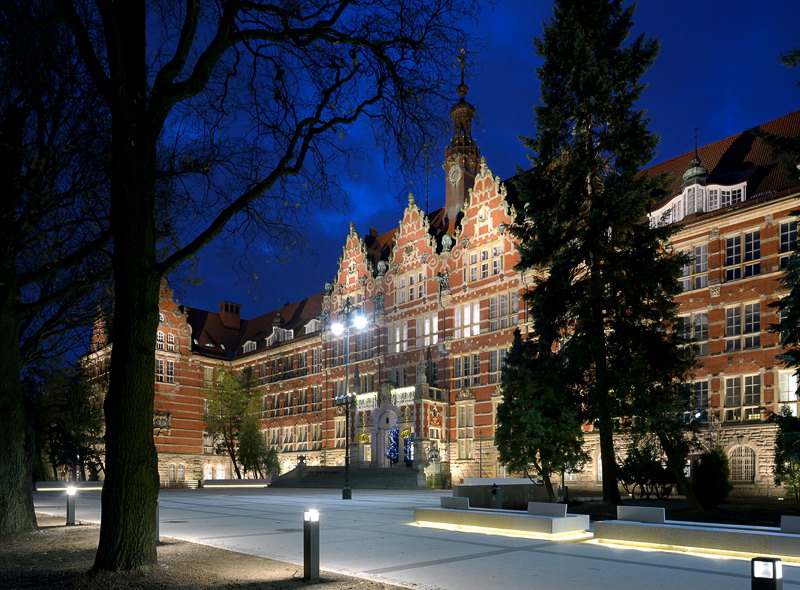
Đại học Công nghệ Gdańsk (vào ban đêm)

Trường được thành lập vào năm 1904 với tên gọi trường Đại học Công nghệ Hoàng gia ở Gdańsk. Đến năm 1918, trường được đổi tên thành trường Đại học Công nghệ ở Gdańsk. Năm 1921, trường tiếp tục được đổi thành tên Đại học Kỹ thuật của Thành phố Tự do Gdańsk. Năm 1939, trường được đổi thành trường Đại học Công nghệ Gdańsk. Năm 1941, tên trường được đổi thành trường Đại học Gdańsk. Đến ngày 24 tháng 5 năm 1945, thì trường được đổi thành trường Đại học Công nghệ Gdańsk cho đến bây giờ.

## Các Khoa đào tạo
Hiện tại trường có các Khoa đào tạo như sau:
- Khoa Kiến trúc[3]
- Khoa Hóa học[4]
- Khoa Điện tử Viễn thông và Tin học[5]
- Khoa Điện và Kỹ thuật Điều khiển[6]
- Khoa Vật lý Kỹ thuật và Toán Ứng dụng[7]
- Khoa Kỹ thuật Xây dựng và Môi trường[8]
- Khoa Cơ khí[9]
- Khoa Kỹ thuật Đại dương và Công nghệ Tàu thủy[10]
- Khoa Quản lý và Kinh tế[11]

## Các phòng ban khác[12]
- Thư viện
- Trung tâm ngoại ngữ
- Trung tâm giảng dạy, đào tạo từ xa
- Trung tâm thể thao

## Ban giám hiệu[13]
Hiệu trưởng: GS. TSKH Krzysztof Wilde
Phó hiệu trưởng phụ trách Giáo dục: GS. TSKH Marek Dzida
Phó hiệu trưởng phụ trách Tổ chức và phát triển: GS. TSKH Dariusz Mikielewicz
Phó hiệu trưởng phụ trách Khoa học: GS. TSKH Sławomir Milewski
Phó Hiệu trưởng phụ trách Hợp tác Quốc tế: GS. TSKH Janusz Nieznański